# Vasilīs Samaras
Vasilīs Samaras (in greco Βασίλης Σαμαράς?; Aridaia, 16 febbraio 1974) è un ex calciatore greco, di ruolo difensore.

## Carriera
Ha giocato complessivamente 110 partite nella massima serie greca con varie squadre.